# Volvo 164
El Volvo 164 es un sedán de lujo de 4 puertas con motor de seis cilindros en línea presentado por Volvo en el Salón del Automóvil de París a principios de octubre de 1968 y vendido por primera vez en 1969. Se fabricaron 46.008 unidades del 164 antes de que el modelo 264 sucediera al automóvil en 1975. El 164 fue la primera incursión de Volvo en el segmento de lujo desde el final de la producción del PV 60 en 1950, y fue el primer Volvo con motor de seis cilindros desde el final de la producción del PV800 en 1958.

## Historia

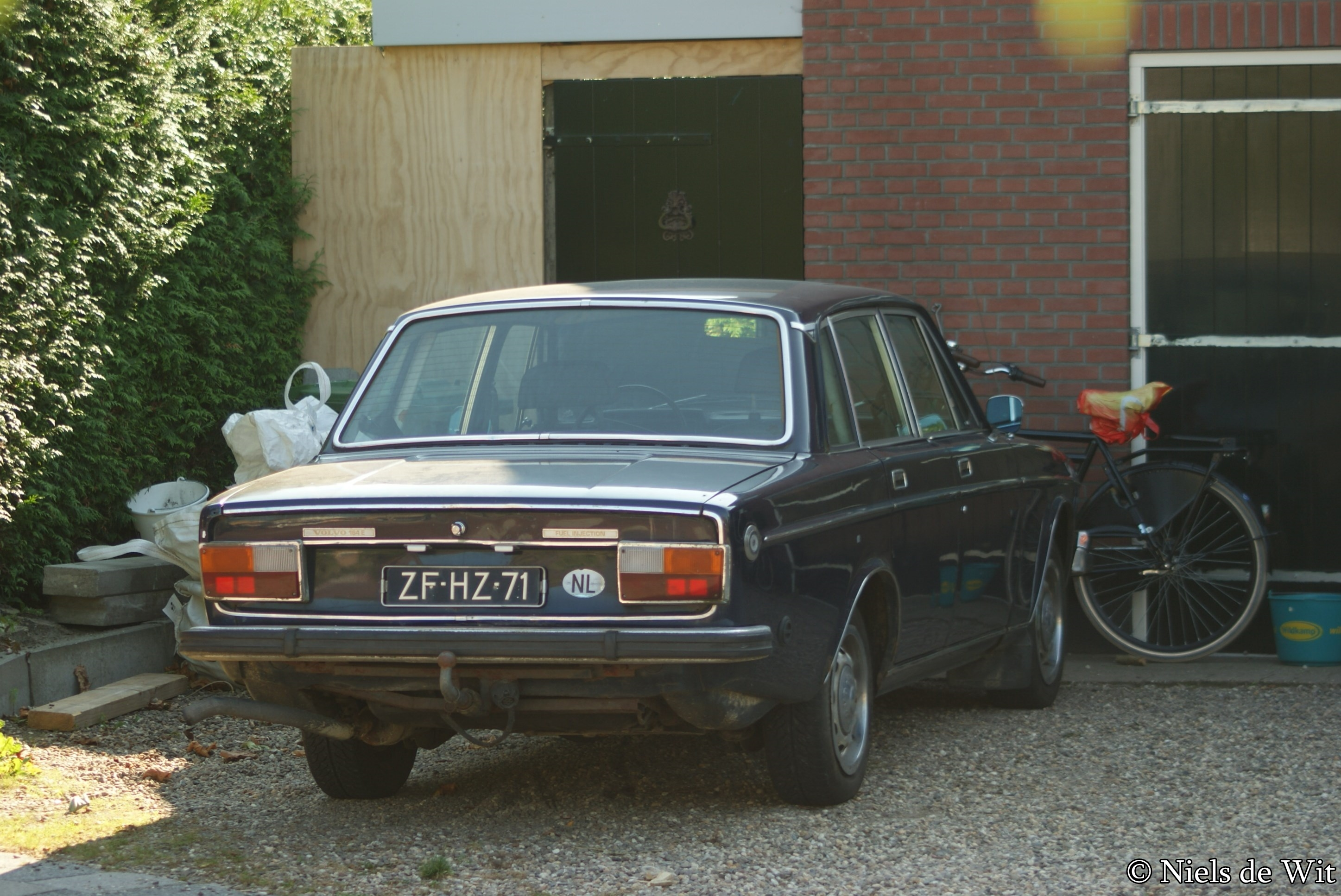
Vista trasera de un 164 actualizado en 1973

Jan Wilsgaard diseñó lo que finalmente se convertiría en el 164 a fines de la década de 1950 como un prototipo denominado P358, propulsado por un motor V8. El estilo del frontal se inspiró tanto en el Wolseley 6/99 como en el Volvo P1900, y todavía más aún en el Ferrari 375 MM, que también influyó en el Jaguar XJ.
En 1968, Volvo presentó el 164 como una versión de lujo de su serie 140. El diseño de los guardabarros, la calandra, el parachoques frontal, el capó, los biseles de los faros y los indicadores frontales era exclusivo del 164. Para acomodar el largo motor Volvo B30 de 6 cilindros y 3 litros, las alas y el capó del 164 eran más largos que los del 140 de 4 cilindros, pero la altura y el ancho totales del 164 eran los mismos que los de la serie 140. El interior presentaba una superficie de tablero de imitación de madera veteada y superficies de asientos de cuero. Introducido el mismo año que el BMW E3, el 164 fue la respuesta de Volvo al Mercedes-Benz 250 y al Jaguar XJ6. El 164 se comparó favorablemente en términos de economía de combustible con automóviles europeos de 6 cilindros de tamaño similar, como el BMW 530.
En 1972, una actualización vio la introducción de la inyección de combustible en el 164 con los motores B30E (alta compresión) y B30F (baja compresión), que utilizaban la inyección Bosch D-Jetronic. También en 1972, el tablero se revisó ligeramente con la introducción de una consola central, que recibió algunos de los interruptores del tablero, así como el reloj, que se rediseñaron. Las manijas de las puertas de estilo tirador montadas al ras también aparecieron para el modelo del año 1972.
En 1973, el 164 recibió un rediseño importante que incluía nuevos faros delanteros y traseros, una nueva calandra y parachoques delantero, y un nuevo tablero de instrumentos que incluía conductos de aire.
En 1974, las puertas fueron revisadas y reforzadas y las ventanillas deflectoras de ventilación se eliminaron gracias a los paneles de ventilación introducidos en 1973, y el 164 se convirtió en uno de los primeros coches en ofrecer asientos con calefacción. El grupo de instrumentos cambió ligeramente con la introducción del indicador de fallo de luces y el indicador de combustible recibió marcas revisadas con la marca 1/2 movida al centro del indicador y la sección de reserva roja reduciéndose significativamente. Debajo, se revisó la bandeja del suelo y se movió el tanque de combustible del suelo del maletero para acercarlo al eje trasero para una mejor protección en caso de accidente.
Una edición limitada del 164, el 164TE se fabricó solo en 1974 y solo para tres mercados, Gran Bretaña, Alemania y Australia. El 164TE tenía accesorios adicionales instalados de serie, como aire acondicionado, reproductor de 8 pistas y 4 altavoces con radio, sistema de limpieza/lavado de faros, reposacabezas traseros, luces de lectura traseras y un maletero completamente alfombrado con iluminación. Esta versión más sofisticada solo estaba disponible en 3 colores, siendo azul claro metalizado (color 111), cobre metalizado (color 105) y verde azulado metalizado (color 115).
Para 1975, el motor PRV no estaba disponible para el mercado estadounidense, por lo que el 164 se produjo durante un año más para los mercados estadounidense y japonés, aunque se vendieron muy pocas unidades. El 164 recibió nuevas luces traseras de 6 paneles más grandes durante el año 1975, encendido electrónico, asientos nuevos, ventanas eléctricas en la parte delantera, un nuevo estilo de insignias, cambios extensos en la suspensión trasera y la manija del freno de estacionamiento se movió del exterior al interior del asiento del conductor. Debido a muchos de los cambios provenientes de la serie 200, cuando esta cambió a patrones de tornillos métricos, el 164 usaba pernos tanto imperiales como métricos.
En 1975 (1976 en Estados Unidos y Japón), el 164 fue reemplazado por el 264, que funcionaba con el Motor V6 PRV de 2,7 litros.

## Motor y tren motriz
El 164 estaba propulsado por un motor B30 OHV de 3 litros, un derivado de 6 cilindros del motor B20 de 4 cilindros que impulsaba la mayoría de los otros modelos Volvo.
Todos los modelos de los años 1969 a 1971 estaban equipados con carburadores dobles Zenith Stromberg de depresión constante 175CD2SE. En 1972, el primer sistema Bosch electrónico de producción en serie de inyección de combustible, D-Jetronic, se ofreció como equipo opcional. Se eliminaron los carburadores y "D-Jet" se convirtió en equipo estándar en 1974. Los coches equipados con inyección de combustible se identificaron como modelos 164E, con la letra "E" que significaba "einspritzung" (en alemán, "inyección"). Al igual que otros Volvo con inyección de combustible, los modelos 164E mejoraron el rendimiento y la facilidad de conducción con menores emisiones que sus homólogos equipados con carburadores.
Rendimiento:
- Volvo 164E 160 CV (118 kW) DIN. Acc 0-100 km/h 8,7 s Acc 0-160 km/h 24,4 s Velocidad máxima 193,5 km/h.

- Volvo 164E automático 160 CV (118 kW) DIN. Acc 0-100 km/h 11,9 s Acc 0-160 km/h 35,2 s Velocidad máxima 188 km/h.

(Referencias: Autozeitung nr 8-1972 y Autozeitung nr 1-1973)

## Transmisión
Las opciones de transmisión incluían una caja de cambios M400 manual de 4 velocidades, que se conocía como M410 cuando estaba equipada con la sobremarcha opcional operada eléctricamente Laycock de Normanville. Tanto el M400 como el M410 tenían el mecanismo de cambio de "control remoto" de Volvo, que utilizaba una palanca de cambios vertical convencionalmente corta colocada entre los asientos delanteros. Los modelos de cambio manual distintos del 164 y el P1800 continuaron hasta 1971 usando la palanca de cambios de control directo de Volvo con una palanca de cambios extremadamente larga, casi horizontal, con su punto de pivote bien por debajo del tablero. También se ofreció una transmisión automática de 3 velocidades, la BW35 fabricada por Borg-Warner. El selector del cambio automático estaba montado en la columna de dirección desde 1969 hasta 1971, y en el suelo desde 1972 hasta 1975. A pesar de su funcionamiento rudo e ineficaz, el BW35 fue popular en los mercados de América del Norte y Australia.

## Carrocería y chasis
El 164 se ofreció solo como un sedán de 4 puertas y compartía muchos componentes de carrocería y chasis con el 144. A pesar de la insistente solicitud de los distribuidores de Volvo para que se fabricase un familiar con motor de 6 cilindros, incluido un prototipo construido en Melbourne, Australia en 1972 [y que ahora es sometido a una restauración completa por un coleccionista de Volvo en Melbourne] y posiblemente otro en Sudáfrica, nunca se ofreció una versión familiar del 164. Debido a los componentes compartidos entre el 140 y el 164, varios talleres privados  construyeron versiones familiares y hardtop de dos puertas con frontales del 164. Desde el capó hacia atrás, la chapa de la carrocería es idéntica con la excepción del túnel de transmisión de la palanca de cambios remota, que se agregó a la serie 140 en 1972. La parte delantera del 164 se extendió 6 cm y el batalla ganó 10 cm para acomodar el largo motor de 6 cilindros.

## Descendientes
Al desarrollar el cupé Volvo 262C a mediados de los setenta, Volvo empleó un 164 como banco de pruebas. El resultante "162" de dos puertas con un techo recortado recubierto de vinilo, característica que finalmente se aplicó al 262C, está en exhibición permanente en el Museo Volvo en Gotemburgo, Suecia.

## Galería

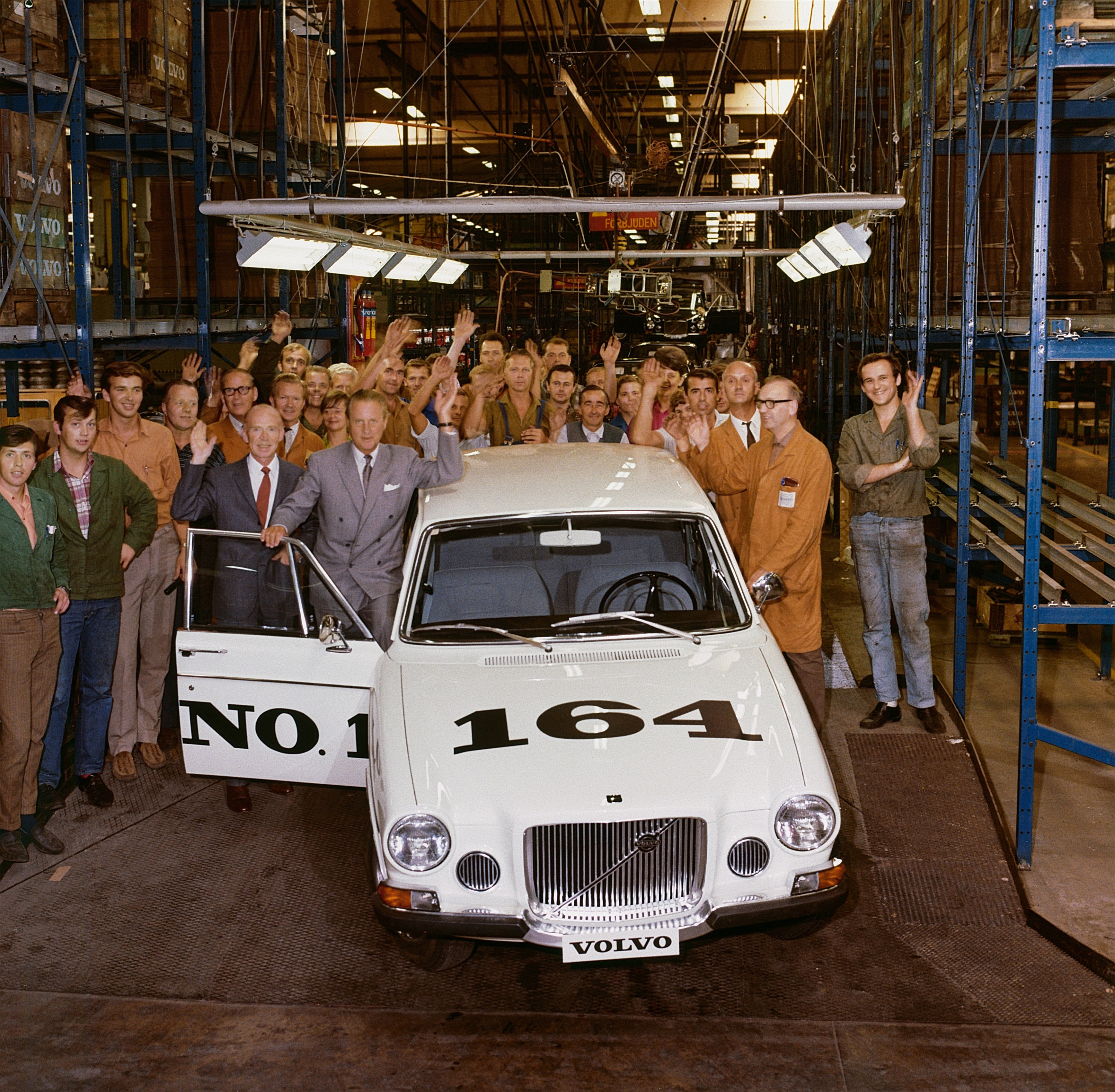
Los primeros 164 en salir de la línea de producción en 1968
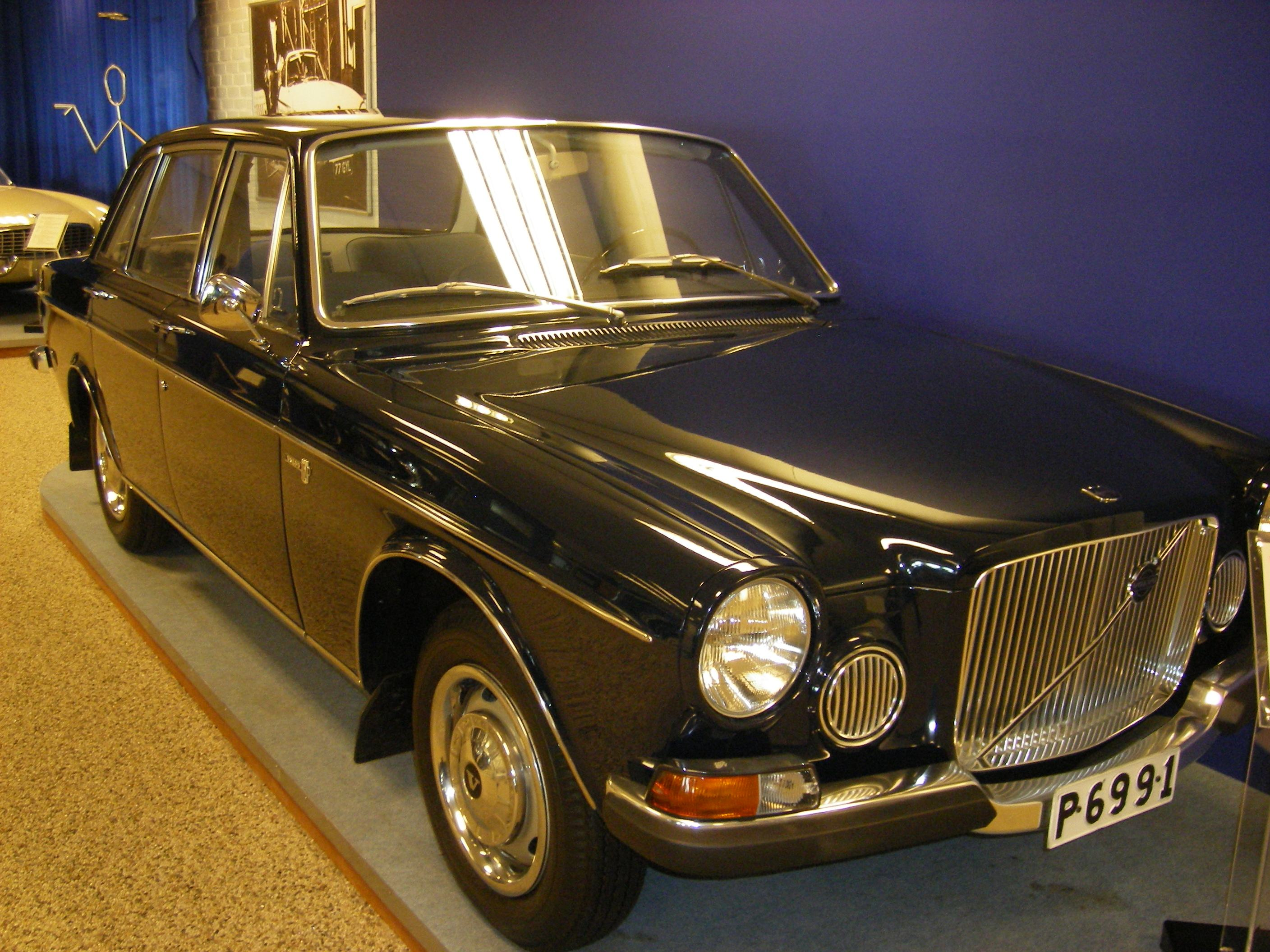
1969 Volvo 164 en exhibición en el Museo Volvo en Gotemburgo
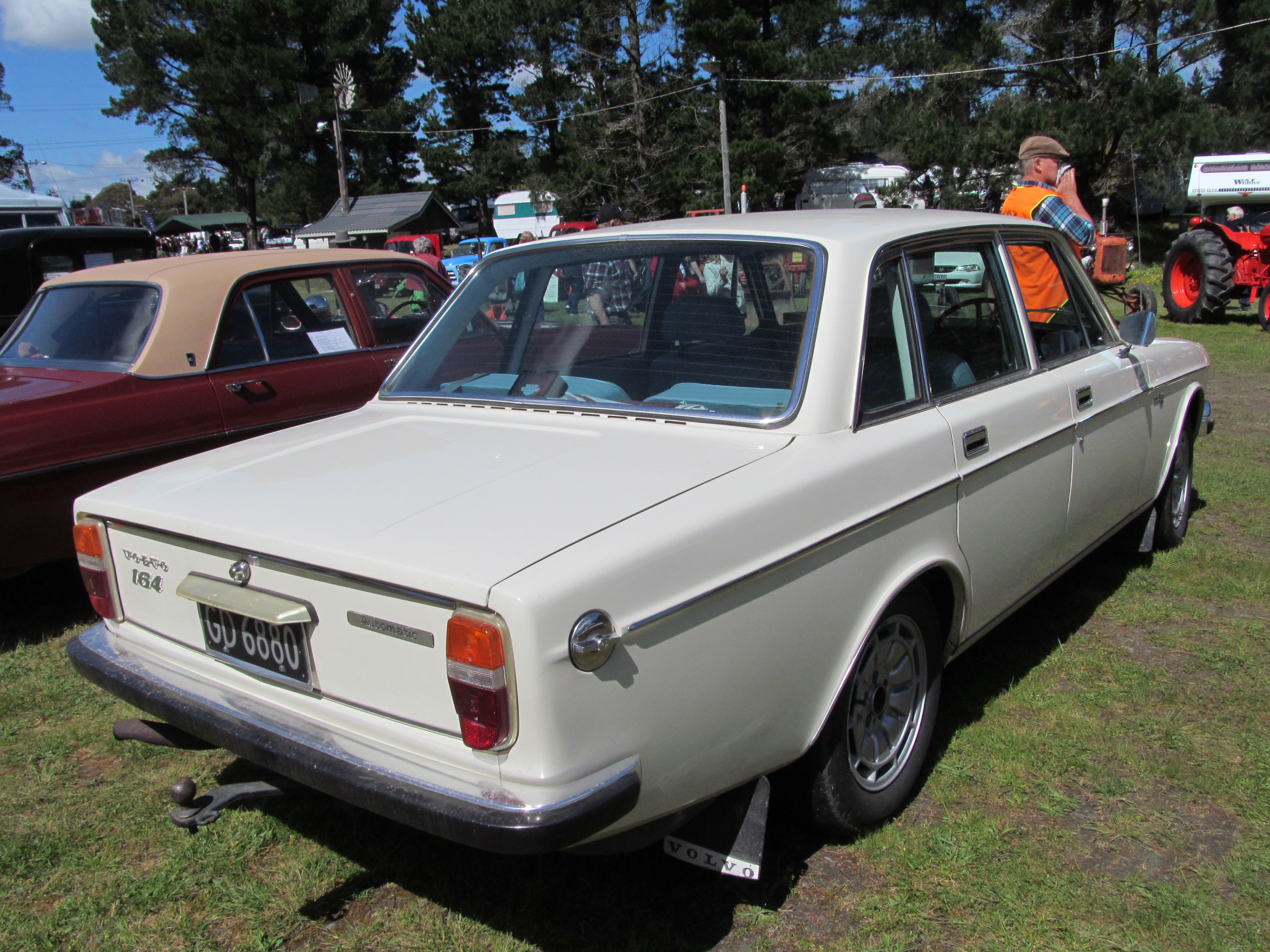
Vista trasera de un 164 de 1972 con el diseño utilizado entre 1969 y 1972
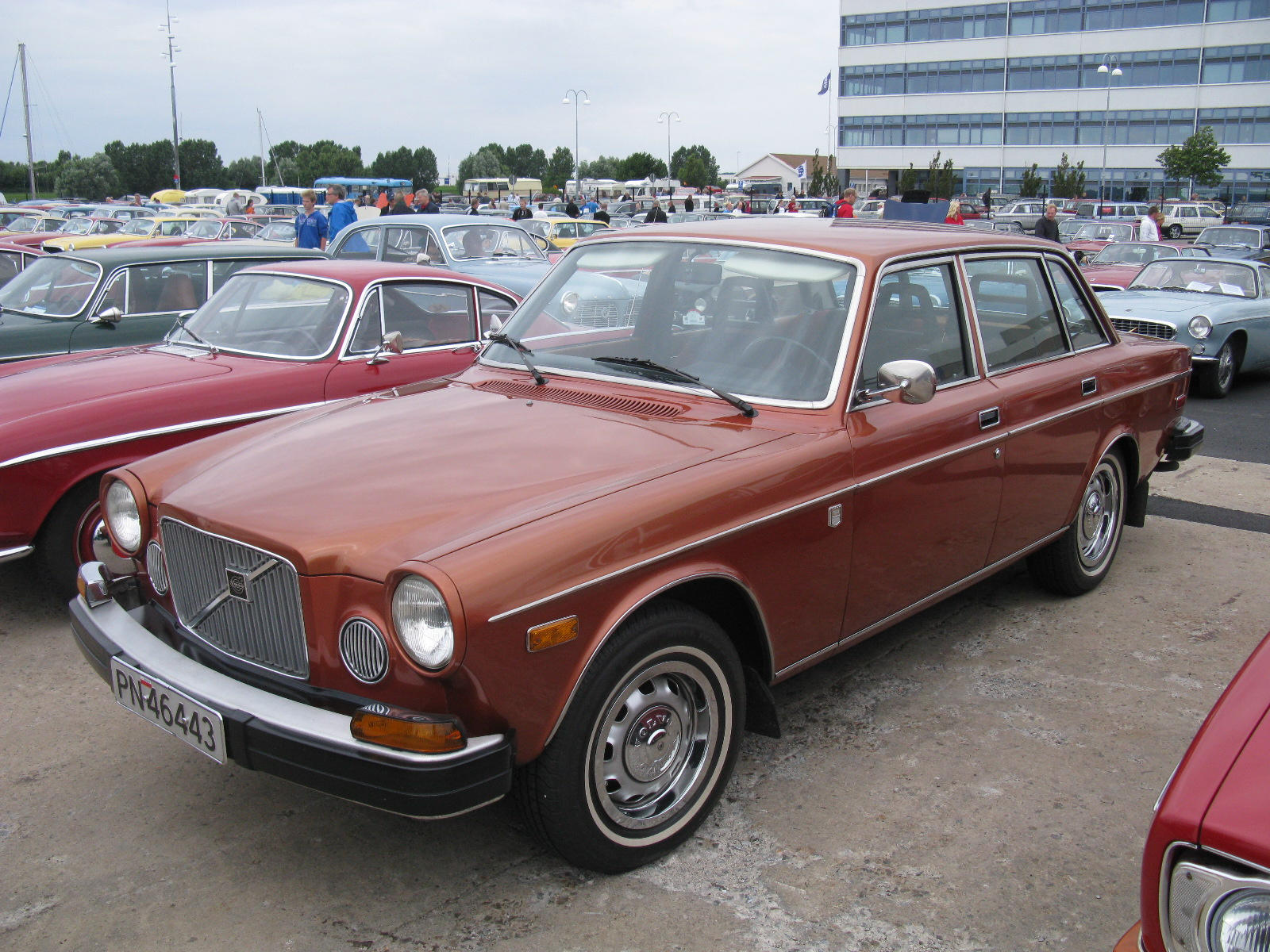
Vista frontal de un 164 de 1975 con el parachoques delantero actualizado, y la parrilla y las puertas rediseñadas
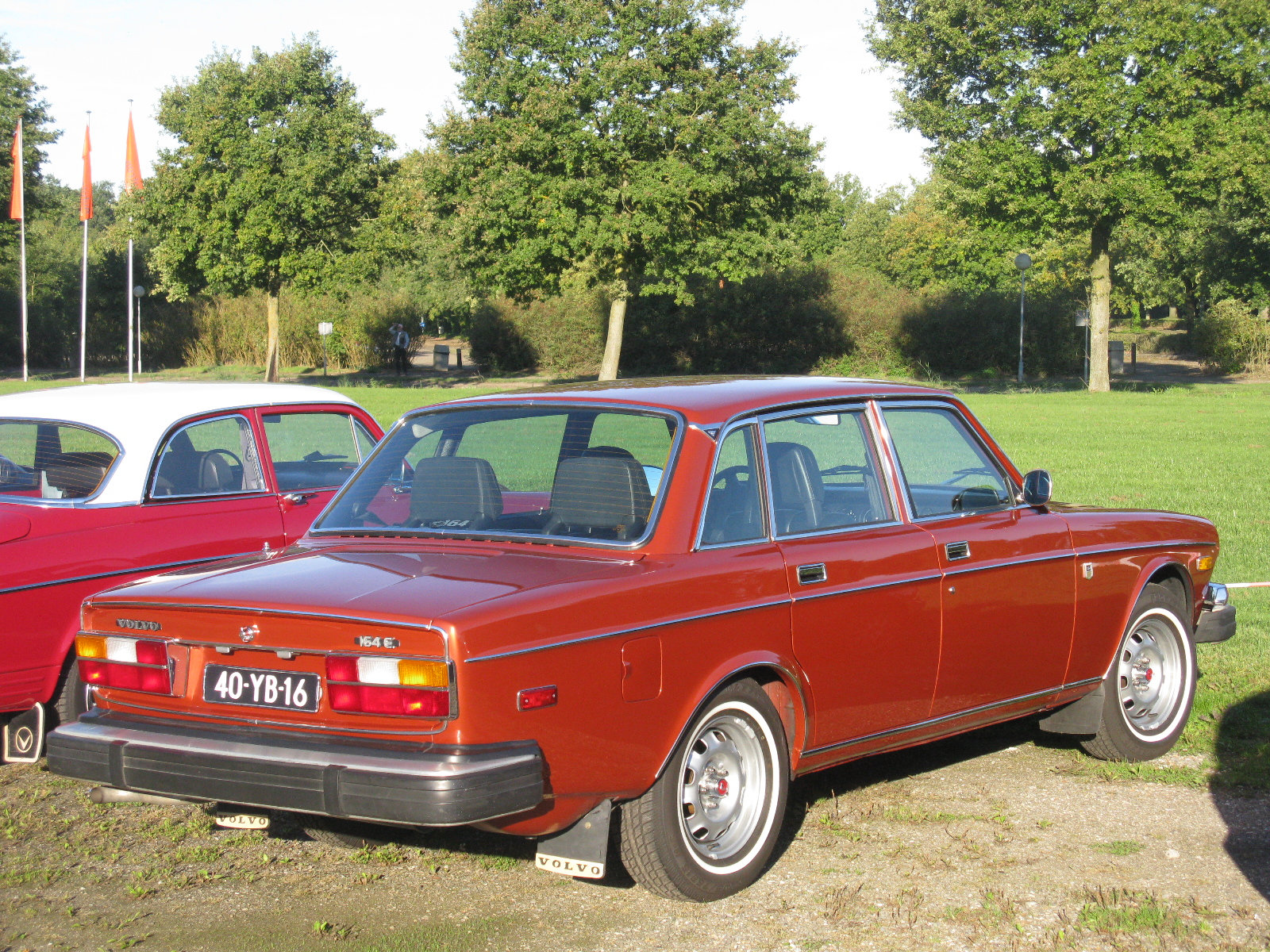
Vista trasera de un 164 de 1975 con 6 paneles de luces y emblemas únicos
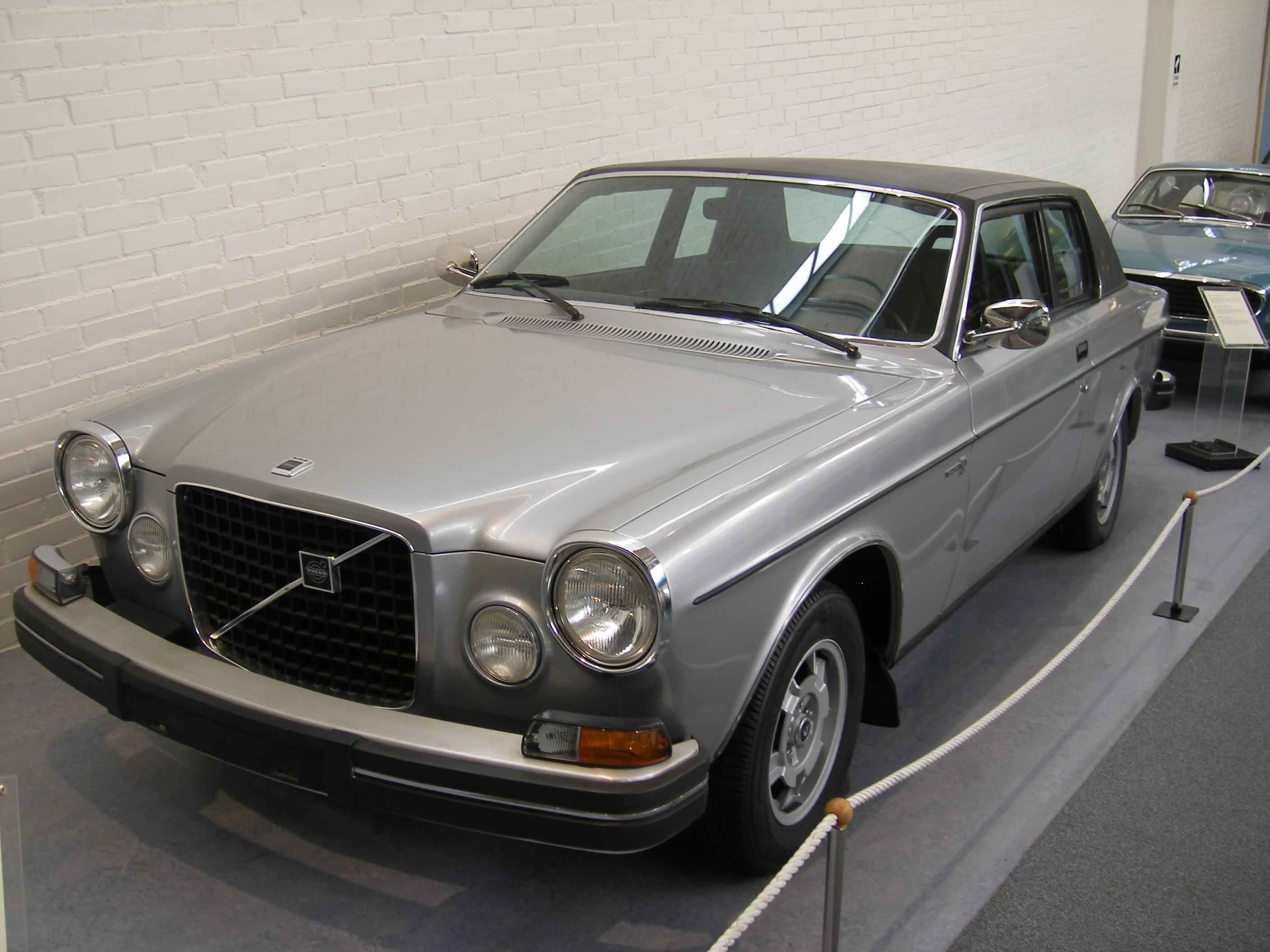
Primer prototipo de cupé basado en el 164